# جين مولر
جين مولر (بالإنجليزية: Gene Mueller)‏ هو مؤرخ أمريكي، ولد في 28 فبراير 1942 في الولايات المتحدة.

## وصلات خارجية
- الموقع الرسمي